# Верзене
Верзене́ (фр. Verzenay) — муниципалитет (коммуна) во Франции, в регионе Гранд-Эст, департамент Марна. Население — 1069 человек (данные на 2009 год).
Муниципалитет расположен на расстоянии примерно 135 км на восток от Парижа и 28 км на северо-запад от Шалон-ан-Шампань.